# Maßtheoretische Induktion
Bei der maßtheoretischen Induktion (auch algebraische Induktion genannt) handelt es sich um eine Beweismethode aus der Maßtheorie, die dazu verwendet wird, mathematische Aussagen für eine vorgegebene Menge von messbaren Funktionen zu zeigen.
Der grundlegende Gedanke hinter dem Verfahren ist, die Aussage zunächst nicht für alle Funktionen aus der Menge zu zeigen, sondern sich auf eine Teilmenge zu beschränken, für die die Aussage leicht zu beweisen ist. Anschließend werden sukzessive immer größere Teilmengen betrachtet und die Aussage auch für diese bewiesen. Dabei wird bei jedem Schritt ausgenutzt, dass die Aussage für die Mengen aus den vorherigen Schritten schon gezeigt wurde. Nach drei oder vier Schritten ist die Aussage schließlich für alle Funktionen nachgewiesen.
Die Methode spielt auch in der Wahrscheinlichkeitstheorie und anderen Anwendungsbereichen der Maßtheorie eine wichtige Rolle.

## Die Beweismethode
Gegeben sei eine Menge von messbaren Funktionen {\displaystyle {\mathcal {G}}}. Die Behauptung ist, dass die mathematische Aussage {\displaystyle A(f)} für alle {\displaystyle f\in {\mathcal {G}}} erfüllt ist. Die Methode besteht in der Regel aus vier Schritten. Manchmal wird auch Schritt 1 ausgelassen, sodass die Induktion mit insgesamt drei Schritten durchgeführt wird. 
1. Schritt: Die Aussage {\displaystyle A(f)} gilt für eine beliebige messbare charakteristische Funktion aus {\displaystyle {\mathcal {G}}}.
2. Schritt: Die Aussage {\displaystyle A(f)} gilt für eine beliebige positive einfache Funktion aus {\displaystyle {\mathcal {G}}}.
3. Schritt: Die Aussage {\displaystyle A(f)} gilt für eine beliebige positive messbare Funktion aus {\displaystyle {\mathcal {G}}}.
4. Schritt: Die Aussage {\displaystyle A(f)} gilt für eine beliebige messbare Funktion aus {\displaystyle {\mathcal {G}}}.

Mit jedem Schritt wird die Menge der Funktionen, für die die Aussage bereits gilt, sukzessive größer, bis beim vierten und letzten Schritt die Aussage schließlich für alle Funktionen nachgewiesen ist. 
Man beachte, dass der Beweis eines Schrittes auch alle vorhergehenden Schritte impliziert. Das gilt offenbar, da jede in einem Schritt betrachtete Funktion auch in allen nachfolgenden Schritten betrachtet wird. Beispielsweise ist jede positive einfache Funktion in Schritt 2 insbesondere auch positiv und messbar und damit auch Teil von Schritt 3. Bei einem sinnvollen Einsatz des Verfahrens ist es aus diesem Grund meistens notwendig, dass beim Beweis eines Schrittes benutzt wird, dass die Aussage für die Mengen aus den vorhergehenden Schritten schon gezeigt wurde.

## Beispiele

### Beispiel 1
Der Satz von Fubini kann mittels maßtheoretischer Induktion bewiesen werden. 

### Beispiel 2
Wir betrachten die Zufallsvariable {\displaystyle Y:\Omega \to \mathbb {R} } und die Menge {\displaystyle {\mathcal {G}}=\{X:\Omega \to \mathbb {R} \,|\,X\,{\text{ist }}\sigma (Y)\,{\text{messbar}}\}}. Dabei ist mit {\displaystyle \sigma (Y)} die kleinste {\displaystyle \sigma }-Algebra gemeint, bezüglich der {\displaystyle Y} messbar ist. Wir betrachten nun weiter folgende Aussage:
{\displaystyle A\,:\,{\text{Für alle}}\,X\in {\mathcal {G}}\,{\text{existiert eine messbare Funktion}}\,\phi :\mathbb {R} \to \mathbb {R} \,{\text{mit}}\,X=\phi (Y)}
Wir werden nun die Aussage mithilfe der maßtheoretischen Induktion zeigen. Dabei gilt in allen Schritten {\displaystyle X\in {\mathcal {G}}}. 
1. Schritt: Sei {\displaystyle X} eine charakteristische Funktion. Dann gilt {\displaystyle X=\chi _{B}} mit {\displaystyle B\in \sigma (Y)}. Nach Definition von Messbarkeit und nach Wahl der Menge {\displaystyle B}, folgt die Existenz einer Menge {\displaystyle C} mit {\displaystyle C\in {\mathcal {B}}} (Borelsche σ-Algebra) und der Eigenschaft {\displaystyle B=Y^{-1}(C)}. Definiere nun {\displaystyle \phi =\chi _{C}}. Dann folgt für ein beliebiges {\displaystyle \omega \in \Omega }: {\displaystyle X(\omega )=\chi _{B}(\omega )=\chi _{C}(Y(\omega ))=\phi (Y(\omega ))}.
2. Schritt: Sei nun {\displaystyle X} eine positive einfache Funktion. Dann gilt also {\displaystyle X=\sum _{n=1}{c_{n}\cdot \chi _{A_{n}}}} mit {\displaystyle c_{n}\in \mathbb {R^{+}} } und {\displaystyle A_{n}\in \sigma (Y)}. Mit der Wahl von {\displaystyle \phi =\sum _{n=1}{c_{n}\cdot \chi _{B_{n}}}} und {\displaystyle A_{n}=Y^{-1}(B_{n})} folgt die Behauptung:
{\displaystyle X(\omega )=(\sum _{n=1}{c_{n}\cdot \chi _{A_{n}})}(\omega )=\sum _{n=1}{c_{n}\cdot \chi _{A_{n}}(\omega )}=\sum _{n=1}{c_{n}\cdot \chi _{B_{n}}(Y(\omega ))}=(\sum _{n=1}{c_{n}\cdot \chi _{B_{n}}(Y))}(\omega )=\phi (Y(\omega ))}
3. Schritt: Betrachte nun ein beliebiges {\displaystyle X\geq 0} und eine Folge {\displaystyle (X_{n})_{n}} von positiven einfachen Funktionen, monoton wachsend gegen {\displaystyle X} konvergieren, d. h. {\displaystyle \lim _{n\to \infty }X_{n}=X}, {\displaystyle X_{n}\leq X_{n+1}} und {\displaystyle X_{n}\leq X} für alle {\displaystyle n\in \mathbb {N} } und für fast alle {\displaystyle \omega \in \Omega }. Dann gilt für jedes {\displaystyle X_{n}} unter Verwendung von Schritt 2, dass {\displaystyle X_{n}=\phi _{n}(Y)} für ein geeignetes {\displaystyle \phi _{n}(Y)}. Setze nun {\displaystyle \phi (x)=\lim _{n\to \infty }\phi _{n}(x)} sofern der Grenzwert existiert und {\displaystyle \phi (x)=0} sonst. Dann folgt:
{\displaystyle X(\omega )=\lim _{n\to \infty }X_{n}(\omega )=\lim _{n\to \infty }\phi _{n}(Y(\omega ))=\phi (Y(\omega ))}
4. Schritt: Sei nun {\displaystyle X} beliebig. Dann gibt es {\displaystyle X^{+}\geq 0} und {\displaystyle X^{-}\geq 0} mit {\displaystyle X=X^{+}-X^{-}}. Gemäß Schritt 3 gibt es dann auch ein {\displaystyle \phi _{+}} mit {\displaystyle X^{+}=\phi _{+}(Y)} und ein {\displaystyle \phi _{-}} mit {\displaystyle X^{-}=\phi _{-}(Y)}. Setze nun {\displaystyle \phi =\phi _{+}-\phi _{-}} und die Behauptung folgt.